# Revue française d'éthique appliquée
Pour les articles homonymes, voir RFEA.
La Revue française d'éthique appliquée (RFEA) est une publication universitaire francophone à comité de lecture, dont le directeur de la publication est Fabrice Gzil et le rédacteur en chef est Paul‐Loup Weil-Dubuc.

## Description
La Revue française d'éthique appliquée (RFEA) est une publication universitaire francophone à comité de lecture. Sa vocation est de contribuer à la valorisation et la diffusion de la réflexion et de la recherche en éthique appliquée. La RFEA est une initiative de l’Espace de réflexion éthique de la région Ile-de-France, du Département de recherche en éthique de la faculté en médecine de Paris-Saclay et de l’équipe « Recherches en éthique appliquée » (CESP U1018, Inserm/Paris-Saclay).
Espace public d'analyse, d'approfondissements et d'échanges ouvert à la diversité des approches disciplinaires, la RFEA s’attache à nourrir les liens entre les théories et les concepts d’un côté et les expériences et pratiques de l’autre.
La RFEA couvre transversalement divers champs de l 'éthique appliquée : l'éthique de la santé et du soin, l'éthique économique et sociale, l'éthique environnementale et animale et l'éthique des sciences et technologies, etc. La RFEA a débuté sa parution en février 2015 et paraît tous les six mois aux éditions Éres. La publication des manuscrits n'est pas subordonnée au paiement de droits de la part de l'auteur.

## Rubriques[4]
- Regards croisés : cette rubrique offre sur un thème précis et d’actualité plusieurs éclairages, éventuellement contradictoires.
- Dossier thématique.
- Articles libres : la rubrique comprend plusieurs essais sur des thèmes choisis par les auteurs indépendamment de la thématique du dossier.
- Demain l’éthique : la rubrique relève de l’anticipation. Les articles qu’elles contiennent proposent une réflexion sur une question éthique qui semble concerner l’avenir de nos sociétés.
- Les Arts et l’éthique : les articles de cette rubrique portent sur une œuvre d’art interprétée sous l’angle des problématiques éthiques qu’elles posent, et explore les enjeux éthiques d’une démarche artistique.
- Actualités de l’éthique : recensions d’ouvrages, comptes rendus de thèse, et événements de recherche en éthique.

## Fonctionnement interne[5]
Comité éditorial
Le Comité éditorial détermine la politique éditoriale de la revue. Il fait le tri entre les propositions et manuscrits reçus selon les critères éditoriaux de la Revue française d’éthique appliquée. Il sollicite des propositions d’articles de potentiels auteurs.
Comité de lecture
Anonyme, le comité de lecture relit les articles et soumet son avis au comité éditorial. 
Conseil scientifique
Le conseil scientifique, international, est constitué d’experts francophones reconnus par la communauté scientifique et ayant accepté de participer à ce projet. Ce conseil garantit la cohérence et la rigueur scientifique de la revue. Il participe à la sélection des thématiques des dossiers et à l’élaboration des problématiques et des angles abordés dans les dossiers. 
Processus de relecture par les pairs
Tous les manuscrits reçus par la Revue française d’éthique appliquée sont examinés par le Comité éditorial. Ne sont retenus et soumis au processus de relecture par les pairs que les articles répondant aux critères éditoriaux. Une fois la proposition d’article retenue par le Comité éditorial, le manuscrit est anonymisé et soumis à relecture par deux ou trois relecteurs.